# Das Ende des Regenbogens
Das Ende des Regenbogens ist ein deutsches Sozialdrama, das am 21. September 1979 beim ersten Hamburger Filmfest Premiere feierte und von der Basis-Film Verleih GmbH, Berlin in Koproduktion mit dem WDR, Köln, produziert wurde. Der Film handelt von Jugendkriminalität und Drogen, wird daher zu den Problemfilmen gezählt, einer zeittypischen Kategorie, und erhielt den Deutschen Filmpreis.

## Handlung
Der androgyne, 17-jährige Jimmy, der mit seinem Wesen Männer und Frauen fasziniert, lebt Ende der 1970er Jahre in West-Berlin. Hier geht Jimmy auf den Strich und schnorrt sich durch, um zu überleben. Einer Festnahme durch die Polizei entgeht er nur knapp, weil der Hunger ihn an eine Imbissbude treibt, als gerade eine Razzia hinter dem Bahnhofsgebäude durchgeführt wird.  Nachdem er anfangs noch auf der Straße schläft, nistet er sich in einer Studenten-WG ein, in der er mit Monika, Jörg und Dieter zusammenlebt, der eine Art Vater- und Mutterrolle übernimmt. Dennoch zieht Jimmy weiter durch die nächtlichen Straßen und durchmisst täglich sein Revier: Parkplätze, Pinten und Discotheken, wo er nur vordergründig Spaß sucht. In Wahrheit sucht er Wärme und versucht sich kindliche Geborgenheit anzueignen, doch sein Liebesbedürfnis ist zu groß, als dass es erfüllt werden könnte. Jimmy versteckt seinen Charme durch forschen Trotz und findet alles „Geil, wa?!“ oder „Scheiße!“ Seine Mitbewohner sind mit der Situation zunehmend überfordert, denn Jimmy hat von zuhause keinen Sinn für Ordnung mit auf den Weg bekommen und erfuhr Gewalt statt Liebe.
Für kurze Zeit bekommt Jimmy einen Job, den er aber nach wenigen Tagen wieder verliert, weil er bei der Arbeit einfach unkonzentriert und unfähig ist, Kontinuität zu beweisen. Bereits am zweiten Tag fühlt er sich bei der Arbeit zu sicher und kann nicht mehr verbergen, wie ihn die ungewohnte Tätigkeit erschöpft. Eigentlich hatte Jimmy für seine Arbeit einen Schatz erwartet, der am Ende des Regenbogens auf ihn wartet, doch das verdiente Geld reicht nicht einmal für eine neue Hose. Im Grunde will Jimmy aber auch gar nicht arbeiten, lebt lieber in den Tag hinein und nutzt seine Freundin Gabi aus. Diese gibt ihm allerdings nur wenig Halt, zumal sie nicht von ihrer Drogensucht loskommt. Letztendlich wird Jimmy von seinem eigenen Stolz übermannt, verlässt die Wohngemeinschaft, um nicht weiter von Studenten abhängig sein zu müssen und entscheidet sich für seine kriminelle Freiheit.

## Hintergrund

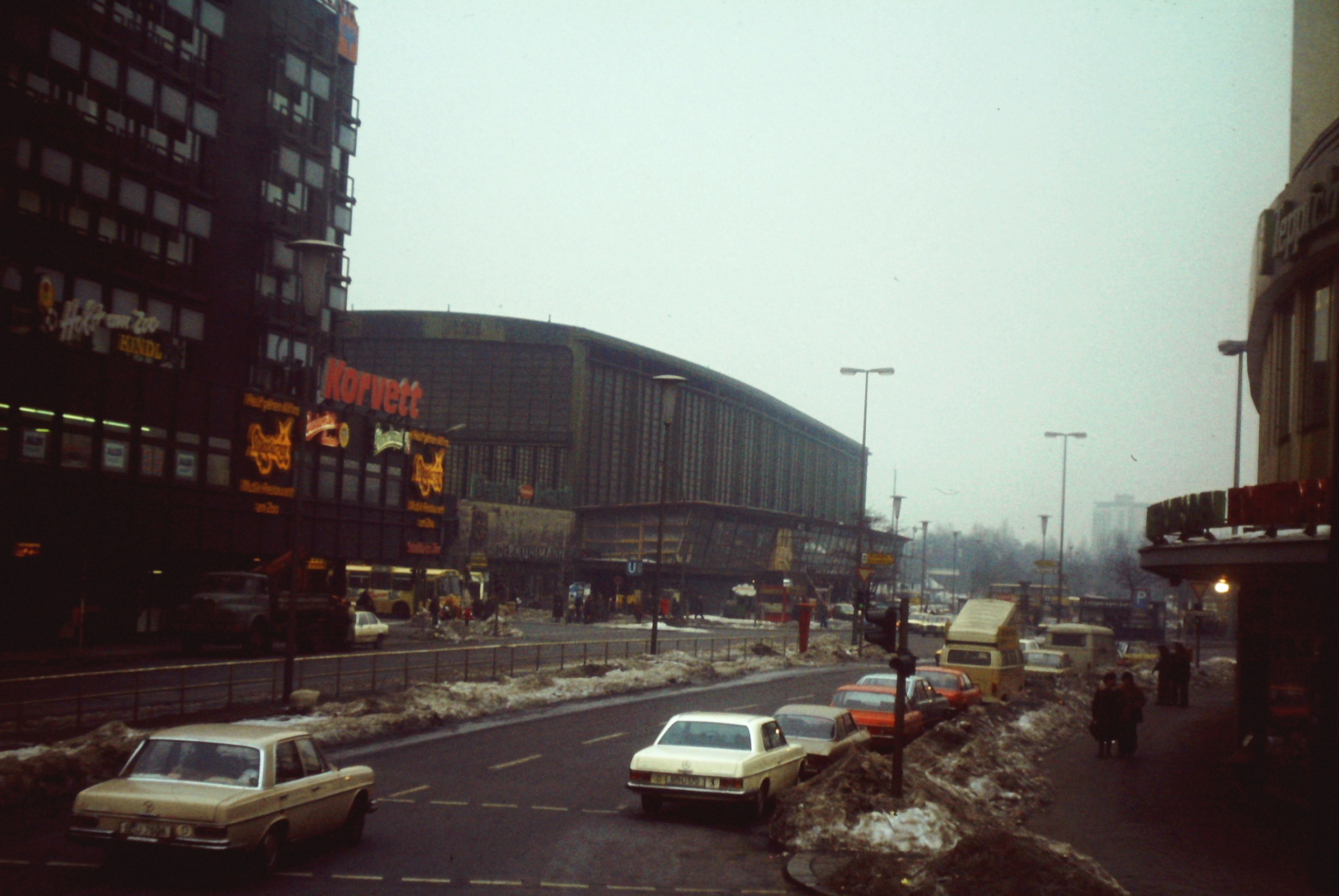
Ein sozialer Brennpunkt West-Berlins:
Der Bahnhof Zoologischer Garten (Februar 1979)

Mit seinem Spielfilmdebüt inszenierte Uwe Frießner die auf Tatsachen beruhende Geschichte des jugendlichen Außenseiters Andy, der 1976 seinem Leben ein Ende setzte. Er zeichnet ein Drama im sozialen Brennpunkt West-Berlins Ende der 1970er Jahre und bemüht sich um eine semi-dokumentarische Echtheit. Frießner, ein Absolvent der Deutschen Film- und Fernsehakademie Berlin, lebte während seiner Studienzeit selbst in einer Wohngemeinschaft und hatte Kontakt zu einem Jugendlichen wie Jimmy, der sich 1976 umbrachte. Im Abspann des Films heißt es:
Dieser Film ist Andy gewidmet. Nach jahrelangem vergeblichen Versuch, Herr seines Lebens zu werden, beschloß er, 18-jährig, wenigstens Herr seines Todes zu sein. Mit einer Planmäßigkeit, die ihm zum erstenmal Erfolg versprach, setzte er nach wochenlanger Vorbereitung zwischen dem 15. und 18.2.1976 seinem Leben ein Ende.
Der Film lebt von den Wechselwirkung zwischen der Hauptfigur Jimmy und seiner Umwelt. Jimmy ist im Film „einer jener unzähligen Jugendlichen, die ihre Geschichte nicht selbst definieren, geschweige denn schreiben könnten und die gerade deshalb immer wieder in ‚Geschichten‘ hineingezogen werden, in Kriminalität, Not und Unglück.“

## Produktion
Die Vorbereitungszeit mit der Suche nach Laienschauspielern und den Drehorten dauerte fünf Monate, die Herstellung von Drehbeginn bis zur Premiere ca. 10 Monate. Insgesamt standen 46 Drehtage zur Verfügung. Die Produktion von Das Ende des Regenbogens wurde 1979 abgeschlossen.
Die Überprüfung durch die FSK führte zu einer außerordentlich heftigen Kritik an dieser selbst. Der Arbeitsausschuss gab den Film erst ab 18 Jahren frei, da eine Sexszene zwischen Jimmy und einer Gleichaltrigen zwar nicht für Erwachsene, wohl aber für Minderjährige zu indezent sei. Ab 16 sollte der Film laufen, falls „alle näheren Aufnahmen mit der Koitalposition a tergo“ entfernt würden. Ab zwölf Jahren sei er akzeptabel, falls zusätzlich die zweimalige Einstellung des nackten Frauenhinterns entfernt würde.
Diese Vorgaben lösten heftige Presseattacken gegen die FSK-Prüfer aus. Die Süddeutsche Zeitung bezichtigte in ihrem Artikel Das letzte Gefecht der FSK vom 12. November 1979 die Prüfer des Voyeurismus und des falschen Verständnisses von Jugendschutz. Die FSK sei ein längst überfälliges Relikt aus der prüden Adenauer-Zeit, auf deren baldiges Ende zu hoffen sei.
Die Frankfurter Rundschau vermutete im Artikel Angst vor der Wahrheit vom 12. November 1979, die wohl älterliche Generation der FSK-Prüfer zeige in ihrem katastrophalen Fehlurteil Angst vor der Wahrheit, während der Film seit sechs Wochen in zwei Berliner Kinos für Furore sorge.
Nach einem erfolgreichen Widerspruch im Jahr 1979 ist der Film nunmehr FSK 12. Das mit Laien, aber auch Schauspielern wie Heinz Hoenig und Udo Samel besetzte Filmdrama, das zum Neuen Deutschen Film gehört, wurde vielfach ausgezeichnet und international unter dem Titel The End of the Rainbow vermarktet.
Während des ersten Hamburger Filmfests, bei dem der Film am 21. September 1979 seine Premiere feierte, wurde die kulturelle Filmförderung Hamburg aus der Taufe gehoben und von westdeutschen Filmemachern die Hamburger Erklärung abgegeben, die sich gegen die Fremdbestimmung des deutschen Films wendete.

## Kritik
Der Film wurde vom Feuilleton überaus freundlich aufgenommen. Im Magazin Der Spiegel erschien am 12. November 1979 der Artikel Im Teufelskreis mit der Ansicht, dies sei endlich einer jener Filme, die „akute Themen und Probleme aufgreifen, die sich realistisch, mit Gefühl und Spannung und Humor und ohne moralisches Philistertum auf die soziale Wirklichkeit ihres Landes einlassen.“ Die Frankfurter Allgemeine Zeitung sah am 11. Januar 1980 darin einen neuen Aufbruch „jenseits von Herzog, Wenders, Fassbinder, jenseits des Kunstfilms“.
Der Katholische Filmdienst spricht von einem überzeugenden Erstlingsfilm, „der durch seine Wirklichkeitsnähe zur Auseinandersetzung über Probleme der Jugendkriminalität und Verständnisschwierigkeiten zwischen den Generationen beitragen kann.“ Auch die Jury der Evangelischen Filmarbeit würdigt diesen Aspekt: Dem Film gelingt es „gesellschaftliche Mißstände und ihre Folgen mit Bezug auf die heranwachsende Generation bewußt zu machen. Der Film wird darüber hinaus zum Appell, wirksam an der Beseitigung sozialer Ungerechtigkeiten mitzuarbeiten.“
Das Filmportal cineclub.de nennt den Film „ein intensives, raues und erschreckend wirklichkeitsnahes Debüt […] auch wenn die Bildästhetik und die Musik eindeutig 70er sind.“ Der Film werfe „den Zuschauer in ein Wechselbad der Gefühle. Hin und her gerissen zwischen Mitleid, Sympathie, ja, Faszination, aber auch Unverständnis und Ablehnung folgt der Zuschauer dem Jugendlichen aus asozialem Elternhaus.“ H.G. Pflaum von der Süddeutschen Zeitung lobt explizit Frießners Arbeit: „Jede Einstellung vermittelt den einen Eindruck davon, wie genau der Regisseur Bescheid weiß über das Was und das Wie seiner Inszenierung.“ Pflaum lobt, dass Frießner sich bedingungslos auf das Milieu seines Helden einließe und ihn mit allen Defekten akzeptiere, die diesen mitunter so spröde und abweisend erscheinen lassen. Peter Buchka, ebenfalls von der Süddeutschen Zeitung, sagte kurz nach der Premiere: „ein überraschend kraftvoller, dynamischer Film, der die so oft langweilige Berliner Schule weiterbringen könnte.“

## Auszeichnungen
Die Jury der Evangelischen Filmarbeit erhob den Film im Dezember 1979 zum Film des Monats. Anfang 1980 gewann Frießner mit Das Ende des Regenbogens den Deutschen Filmpreis in Silber und im Februar 1980 den Preis der deutschen Filmkritik. Frießner wurde im gleichen Jahr beim Max Ophüls Festival ausgezeichnet. Zudem erhielt der Film das FBW-Prädikat Besonders wertvoll. Der Laienhauptdarsteller Thomas Kufahl gewann für seine darstellerische Leistung den Deutschen Filmpreis in Gold.